# スオミネイト
スオミネイト（芬: Suomi-neito、英: Finnish Maiden）は、フィンランドの国土を擬人化したキャラクター。民族衣装をまとった金髪碧眼の美女として描かれる。フィンランド国内の地理を説明するとき、しばしばスオミネイトの身体の部分で示される。歴史は古く、1906年に描かれたスオミネイトの絵はがきが残されている。
2012年には、駐日フィンランド大使館が公式ツイッター上でイラスト募集を呼び掛けた。

## ギャラリー

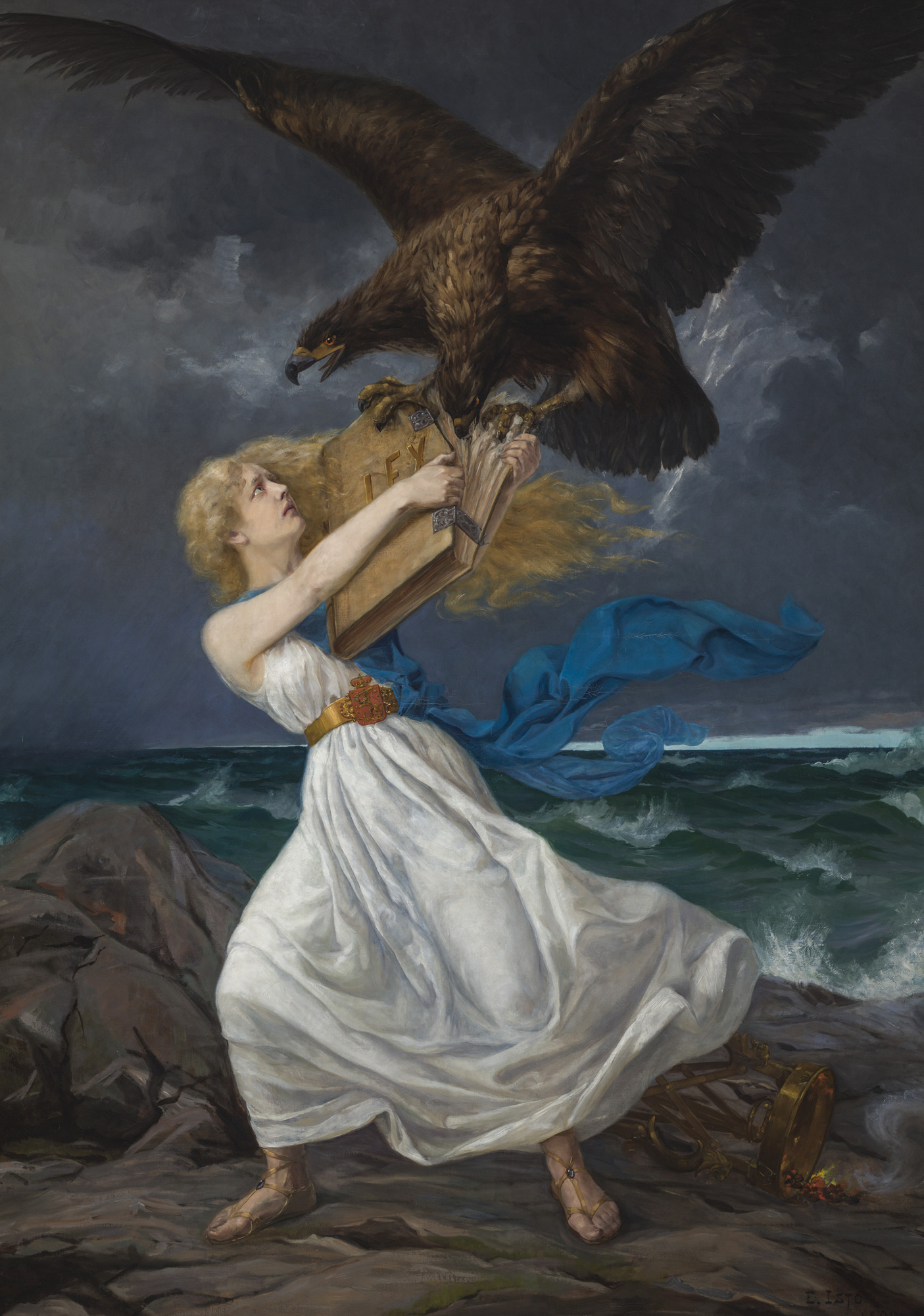
エドヴァード・イスト（英語版）による『攻撃（英語版）』。スオミネイトがロシアを表す双頭の鷲に法律書を奪われている。これはロシアによるフィンランドのロシア化政策を表す。
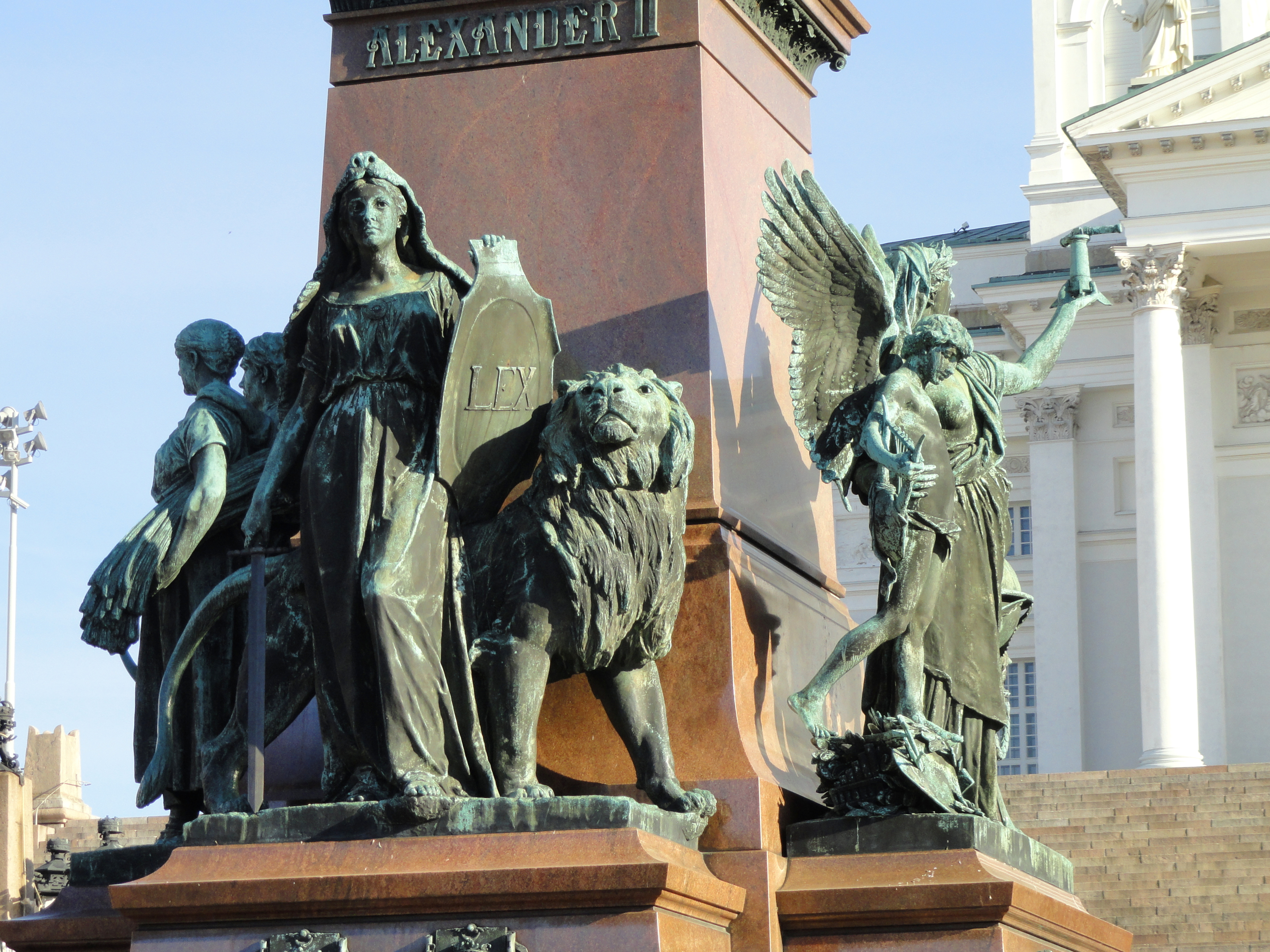
ヘルシンキ大聖堂前の擬人化されたフィンランドの銅像。